# Ахметвалиев, Расих Хасипович
Ахметвалиев Расих Хасипович (род. 27 декабря 1956 года) — художник. Заслуженный художник РБ (2010). Член Союза художников СССР с 1992 года, член Maison des Artistes, France (2002).

## Биография
Ахметвалиев Расих Хасипович родился 24 декабря (в паспорте указано 27 декабря) 1956 года в д. Бикеево Чишминского района БАССР. По национальности татарин.
После школы учился в Уфе на художественно-графическом факультете Уфимского музыкально-педагогического училища на одном курсе с Юрием Шевчуком. Окончив училище, в 1976 году поступил в Башкирский государственный педагогический институт.
В 1981 году окончил художественно-графический факультет Башкирского государственного педагогического университета им. И.Акмуллы.
Член творческой группы «Инзер» (1989—1993), член Союза художников РФ с 1992 года, творческого объединения «Чингисхан» — с 1990 года.
В 1991 году работал в США.
В 2002—2008 годах жил и работал во Франции (г. Онфлёр, г. Париж), где он сотрудничал с галереей Bartoux, с 2009 года — с галереей Visio dell`Arte, Paris. Во Франции участвовал в парижских выставках «Осенний салон», Карузель Де-Лувр, имел постоянные экспозиции в галереях Роберта Барто: Париж, Онфлёр, Сан-Поль Ванс, Межев, Куршавель.
Работает в технике кубистов, свой стиль работ относит к фигуративному искусству. Основная тема его живописи — женская красота, образы музы художника, мужественные образы всадников.
Картины художника хранятся в Государственной Третьяковской галерее, в БГХМ им. М. В. Нестерова (Уфа), Новосибирский ГХМ, Музее Тулуза Лотрека (Париж, Франция), Лондонской Академии искусств (Англия), МНК НКЦ «Казань» (Казань, РТ), Галерее «Мирас» (Уфа), в галерее искусств «Academia» (Уфа), ГНИ «Урал» МК и НП РБ (Уфа), в Новосибирском государственном художественном музее, Фонде поддержки и развития научных и культурных программ им. Ш. Марджани, во многих российских и зарубежных частных коллекциях.

## Работы
«Ню» (2001), «Летний ветер» (1997), «Запах цветка.(Parfum de fleur)» (2002), «Les cavaliers transparantes» (2008) и др.

## Выставки
Ахметвалиев Расих Хасипович участник республиканских и всесоюзных художественных выставок с 1977 года.
1990 — «ТАТ-АРТ», Санкт-Петербург.
1991 — «ТАТ-АРТ», Казань.
1997 — «Коллекция галереи Мирас», ЦДХ, Москва.
1998 — Перформанс «Гравицаппа-П», Галерея «Урал», Уфа; Персональная выставка, ЦДХ, Москва.
1999 — Музей изобразительных искусств, Екатеринбург; «Евро-Арт», Барселона.
2000 — Галерея «Палитра», Санкт-Петербург; Перформанс «Принцессы», Музей им. Нестерова, Уфа; Персональная выставка, Галерея «Мирас», Москва.
1996, 1997, 1998, 1999, 2000 — Международные художественные ярмарки «Арт-Манеж», Москва.
2001 — Персональная выставка, Центр культуры им. Ататюрка, Стамбул, Турция; Персональная выставка, Галерея «Мирас», Уфа
2003 — Персональная выставка, Галерея «Сант-Катерин», Франция, Онфлер.
2004 — Персональная выставка «Осенний салон», Париж; «Карузель Де-Лувр», Париж.
2005 — Персональная выставка, Галерея «Мирас», Уфа; октябрь: «Осенний салон», Париж.
2017 — Персональная выставка "Предчувствие весны", Государственный музей искусств народов Востока, Москва.
2021 — Персональная выставка "Тёплый ветер", Музей "Эрарта", Санкт-Петербург.

## Награды и звания
Заслуженный художник РБ (2010)
Лауреат Первой Международной независимой культурологической премии Независимого культурологического фонда «Туран» (Казань).
Народный художник Республики Башкортостан (2023).